# Trypeticus kalemantanus
Trypeticus kalemantanus är en skalbaggsart som först beskrevs av Sylvain Auguste de Marseul 1864.  Trypeticus kalemantanus ingår i släktet Trypeticus och familjen stumpbaggar. Inga underarter finns listade i Catalogue of Life.